# Juventa
Juventa (născut Jordin Maikel Post; 4 octombrie 1994) este un DJ neerlandez de muzică trance.

## Discografie
Originale
- Juventa ‐ Dreamers Diary [Crystal Clouds Recordings] || 27‐03‐2010
- Juventa ‐ Sapphire [Infrasonic Recordings] || 19‐04‐2010
- Juventa ‐ Dawnshaper EP [Infrasonic Future] || 05‐04‐2010
- Pulstate & Juventa ‐ Somnia [Infrasonic Recordings] || 14‐06‐2010
- Juventa ‐ Juventa EP [Harmonic Breeze Recordings] || 16‐08‐2010
- Juventa ‐ For That Special Girl / Just An Emotion [Enhanced Recordings] || 23‐08‐2010
- Juventa ‐ Sundesire [Harmonic Breeze Recordings] || 25‐10‐2010
- Juventa ‐ Beauty Catch / Summernight Symphony [Enhanced Progressive] || 13‐12‐2010
- Juventa ‐ Perfecta [Arisa Audio] || 31‐01‐2011
- Juventa ‐ A Thousand Words / Bente [Enhanced Recordings] || 14‐02‐2011
- Juventa ‐ Dionysia [Always Alive / Enhanced Music] || 28‐03‐2011
- Juventa ‐ Gone With The Wind [Enhanced Recordings] || 30‐05‐2011
- Juventa ‐ Only Us [Harmonic Breeze Recordings] || 11‐07‐2011
- Juventa ‐ Ocean Sparkles [Harmonic Breeze Recordings] || 15‐09‐2011
- Juventa ‐ City On Clouds [Harmonic Breeze Recordings] || 17‐10‐2011
- Juventa ‐ As You Are [Enhanced Recordings] || 31‐10‐2011
- Juventa ‐ Suèdine EP [Enhanced Progressive] || 19‐03‐2012
- Juventa & Answer42 ‐ Like These Eyes [Enhanced Recordings] || 21‐05‐2012
- Juventa ‐ Nothing But Less Than Three [Enhanced Progressive] || 02‐07‐2012
- Juventa & Johnny Yono ‐ The Machine [Captivating Sounds / Armada] || 23‐07‐2012
- Juventa ‐ Roadtest [Air Up There / Enhanced Music] || 23‐07‐2012
- Juventa ‐ The Kite [Enhanced Progressive] || 24‐09‐2012
- Juventa ‐ Metamorphose [Enhanced Recordings] || 15‐10‐2012
- Juventa ‐ 405 [Enhanced Recordings] || 03‐12‐2012
- Juventa ‐ Let Night Become Day EP [Enhanced Progressive] || 11‐02‐2013
- Juventa ‐ Bitsmash [Enhanced Recordings] || 25‐03‐2013
- Juventa & Karanda feat. Roxanne Barton ‐ Ethereal [Enhanced Progressive] || 06‐05‐2013
- Juventa ‐ The Strip [Enhanced Progressive] || 24‐06‐2013
- Juventa feat. Erica Curran ‐ Move Into Light [Enhanced Recordings] || 12‐08‐2013
- Juventa & Speed Limits ‐ Xperience [Enhanced Recordings] || 20‐01‐2014
- Juventa feat. Erica Curran ‐ Move Into Light [Enhanced Recordings] [Full EP] || 27‐01‐2014
- Juventa - Kinetica EP (SHWDWN, Torque, Woolloomooloo) [Enhanced Recordings] || 2015
- Juventa feat. Aloma Steele - Euphoria  [Enhanced Recordings] || 2015

Mixuri
- Amsterdam Enhanced 2011 [Enhanced Music] || 18‐10‐2011
- Enhanced Progressive 100 [Enhanced Music] || 03‐09‐2012
- Enhanced Sessions Volume 4 [Enhanced Music] || 22‐09‐2014

Remixuri
- Sound Colours ‐   Fallen (Juventa Remix) [Crystal Clouds Recordings] || 31‐10‐2009
- Glensk ‐   Polish Pierogi (Juventa Remix) [Infrasonic Future] || 01‐02‐2010
- David West feat. Andreas Hermansson ‐   Larry Mountains 54 (Juventa Remix) [Anjunabeats] || 05‐07‐2010
- Jaco ‐   Beautiful Days (Juventa Remix) [Enhanced Recordings] || 06‐08‐2010
- Phillip Alpha ‐   Valente [Enhanced Recordings] || 30‐08‐2010
- Parka ‐   Breeze Of Tomorrow (Juventa Remix) [Infrasonic Recordings] || 08‐10‐2010
- Enyo Giove ‐   Magnesium (Juventa Remix) [Enhanced Recordings] || 11‐10‐2010
- Breakfast ‐   The Horizon (Juventa Remix) [Premier] || 01‐10‐2010
- Audien & DeColita ‐   Behind Our Thoughts (Juventa Remix) [Alter Ego Progressive] || 13‐12-‐2010
- Mike Danis ‐   Cosmic Diary (Juventa Remix) [Harmonic Breeze Recordings] || 06‐12‐2010
- Ferry Corsten pres. Eon ‐   Pocket Damage (Juventa Remix) [Flashover Recordings] || 06‐12‐2010
- Lurance ‐   Unconsciousness (Juventa Remix) [Crystal Clouds] || 29‐03‐2010
- Zetika & Stunson ‐   Osaka Sunset (Juventa & Willem de Roo Remix) [Aurora Digital] || 21‐10‐2010
- Matt Skyer pres. JMS ‐   Narooma (Juventa Remix) [Arisa Audio] || 19‐07‐2010
- Andy Tau ‐   Ellipsis (Juventa Remix) [Infrasonic Recordings] || 19‐07‐2010
- Solis & Sean Truby ‐   Empathy (Pulstate & Juventa Remix) [Infrasonic Recordings] || 05‐04‐2010
- Martin Everson  & B. Prime ‐   Kiss Me (Juventa Remix) [Crystal Clouds] || 20‐02‐2010
- Aleksey Beloozerov ‐   I Run To You (Juventa Remix) [Harmonic Breeze Recordings] || 08‐03‐2010
- Eximinds ‐   Forever Love (Juventa Remix) [Enhanced Progressive] || 17‐08‐2011
- Mike Danis ‐   For You (Juventa Club Mix) [Enhanced Progressive] || 24‐10‐2011
- Lang & Yep feat. Manon Polare ‐   Nevertheless (Juventa Remix) [Enhanced Progressive] || 27‐06‐2011
- Estiva ‐   Les Fleurs (Juventa Remix) [Enhanced Recordings] || 12‐09‐2011
- Susana feat. Jorn van Deynhoven ‐   Never Mine (Juventa Remix) [Armada Digital] || 10‐06‐2011
- Will Holland feat. Jeza ‐   Start Again (Juventa Remix) [Enhanced Recordings] || 21‐02‐2011
- Fast Distance ‐   Envol (Juventa Remix) [Breathemusic] || 02‐12‐2011
- Las Salinas ‐   San Miguel (Juventa Remix) [Amsterdam Trance Records] || 14‐11‐2011
- Shaun Greggan ‐   Perfect Moment (Juventa Remix) [Red Force Recordings] || 20‐09‐2011
- Ferry Corsten pres. Eon ‐   Pocket Damage (Juventa's Additional Flashover Remix) || 03‐10‐2011
- Dash Berlin ‐   Earth Hour (Juventa Remix) [Aropa Recordings] || 27‐06‐2011
- Tritonal ‐   Shapes Revolve (Juventa Remix) [Enhanced Recordings] || 03‐09‐2012
- Boom Jinx & Daniel Kandi ‐   Azzura (Juventa & Willem de Roo Remix) [Enhanced Recordings]|| 25‐06‐2012
- Karanda ‐   Cloud Nine (Juventa Remix) [Alter Ego Records] || 30‐04‐2012
- Arty ‐   Gentle Touch (Juventa Club Mix) [Enhanced Progressive] || 10‐09‐2012
- Signum ‐   First Strike (Juventa Club Mix) [Armada Digital] || 20‐12‐2012
- Boom Jinx, Maor Levi & Ashley Tomberlin ‐   When You Loved Me (Juventa & Toby Hedges Remix) [Anjunabeats] || 15‐07‐2013
- Super8 & Tab ‐   L.A. (Juventa Remix) [Anjunabeats] || 06‐05‐2013

## Legăturiexterne
- Official Website Arhivat în 13 aprilie 2016, la Wayback Machine.
- Juventa la Discogs
- Juventa la Facebook
- Juventa la Twitter
- Juventa la Soundcloud